# Orange Export Ltd.
Orange Export Ltd. est une maison d'édition fondée et dirigée par Emmanuel Hocquard et Raquel Levy.

## Historique
Entre 1973 et 1985, elle publie une centaine de livres d'écrivains et de poètes parmi lesquels Anne-Marie Albiach, Jean Daive, Claude Esteban, Roger Giroux, Joseph Guglielmi, Georges Perec, Pascal Quignard, Claude Royet-Journoud, Alain Veinstein, Jean-Luc Sarré, Mathieu Bénézet…
Les livres sont composés et imprimés par les éditeurs eux-mêmes dans le « désir de confronter une écriture et une intervention plastique avec ce support de la littérature que reste le livre. »

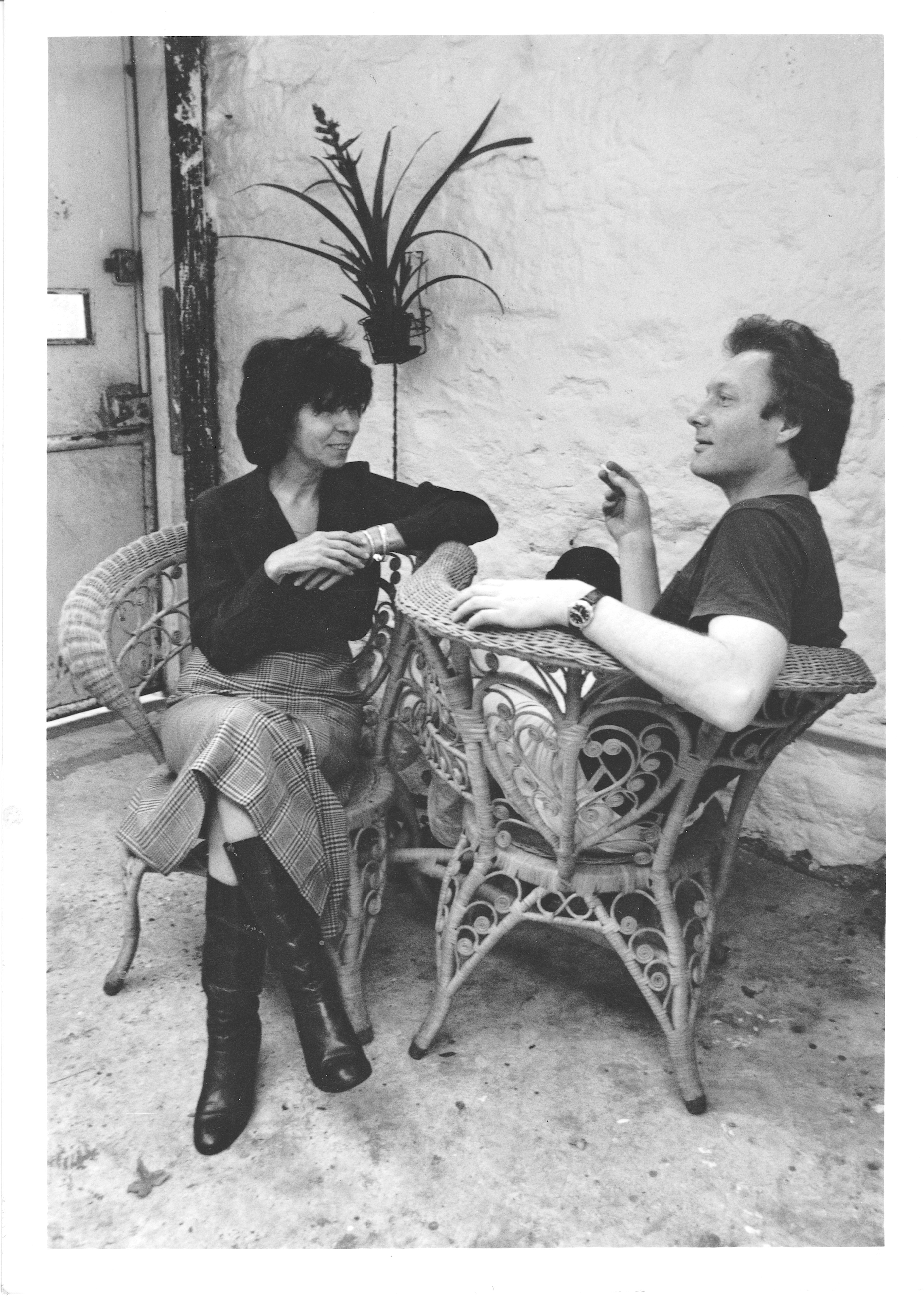
Raquel Levy et Emmanuel Hocquard à l'atelier de Malakoff 1975-1980.

Une anthologie des publications est parue chez Flammarion en 1986. Le volume commence par un entretien avec Claude Esteban, dans lequel Emmanuel Hocquard évoque cette aventure éditoriale :

« Orange Export Ltd. n'a jamais été ni ne s'est jamais présenté comme une école ni même un groupe. […] Cela dit, Orange Export Ltd. a suscité des textes puisque chaque livre faisait l'objet d'une commande passée à un écrivain et parfois à un peintre. Certains étaient déjà connus, d'autres pas. Dans la mesure où, avec les années, ils ont pris de plus en plus de poids dans la vie littéraire, il ne fait pas de doute que leur réunion, dans ce volume, rend compte d'une réalité de l'écriture poétique de ces quinze dernières années. »